# Amiota minor
Amiota minor är en tvåvingeart som först beskrevs av Malloch 1921.  Amiota minor ingår i släktet Amiota och familjen daggflugor. Inga underarter finns listade i Catalogue of Life.